# Cryptocephalus acutesternalis
Cryptocephalus acutesternalis is een keversoort uit de familie bladkevers (Chrysomelidae). De wetenschappelijke naam van de soort werd in 1978 gepubliceerd door Medvedev.